# Paolo Mirandola
Paolo Mirandola (? – 1583 után) olasz hadmérnök, várépítő mester. Több magyarországi vár 16. századi átépítése és bővítése az ő tervei alapján és vezetésével zajlott.
Életéről jóformán semmit nem tudunk. 1558-tól az ő tervei szerint és részint vezetésével építették újjá az 1556. évi ostromban megrongálódott szigetvári erődítést. 1560–1562 között elkészítette a gyulai palánkvár bővítésének míg fennmaradt tervezetét, s meg is érkezett Gyulára, de a források szerint magát az átépítést már más vezette. Ugyancsak fennmaradt az egri vár átépítéséről készített 1561-es tervrajza is, amelynek megvalósítására csak 1569–1583 között került sor a vezetésével. Egerben 1572-től segédje, majd később utódja a szintén itáliai Cristoforo Stella volt.

## Külső hivatkozások
- Buskó András, Magyarország–Lengyelország kapcsolatai egy ezredéven keresztül[halott link], 222–223.